# La Zarra
 La Zarra (* 25. August 1987 in Montreal als Fatima Zahra Hafdi) ist eine kanadische Sängerin, die Frankreich beim Eurovision Song Contest 2023 in Liverpool vertrat.

## Leben
La Zarra ist Frankokanadierin mit marokkanischen Wurzeln und wuchs in Longueuil, einem Vorort von Montreal, auf.
Vor dem Beginn ihrer Musikkarriere 2016 war sie Friseurin.
2016 stand sie zusammen mit dem französischen Rapper Niro in Frankreich erstmals in Europa auf der Bühne. 2021 wurde sie bei den NRJ Music Awards als beste französische Newcomerin nominiert.
Weitere erfolgreiche Titel von La Zarra sind „Tu t’en iras“ oder „TFTF“.
Am 12. Januar 2023 wurde bekannt, dass sie beim ESC im Vereinigten Königreich für Frankreich startete. Am 19. Februar 2023 wurde der Titel Évidemment veröffentlicht.
Beim Eurovision Song Contest erreichte sie im Finale den 16. Platz. Als skandalös wurde die Reaktion auf die Punktevergabe des Televotums bezeichnet, da La Zarra den „französischen Mittelfinger“ in die Kamera hielt.

## Diskografie

### Alben
- 2021: Traîtrise

### Singles
- 2018: Vodka Tabac
- 2019: Rossignols
- 2020: À l’ammoniaque/Mon dieu
- 2021: Printemps blanc
- 2021: Tirer un trait
- 2021: Formidable
- 2021: Tu t’en iras
- 2021: TFTF
- 2021: Santa Baby
- 2022: Sans moi
- 2023: Évidemment
- 2023: Évidemment – Duet Version
- 2023: Papillon – La légende du papillon
- 2023: Champions – Butterfly Tale

als Gastmusikerin
- 2016: Printemps blanc (Niro feat. La Zarra, FR: Diamant)
- 2021: Yen aura po de facile (Benny Adam feat. La Zarra)
- 2022: Les amants de la colline (Slimane feat. La Zarra)